# 三喜
株式会社三喜（さんき）は、千葉県柏市に本社を置き衣料品の小売を行う企業。「ファッション市場サンキ」 (Sanki) として、各地に衣料品店を展開している。

## 概要
1956年に柏市において、婦人服地、洋品、呉服の小売業を開業したのが始まりである。千葉県を中心とした関東地方及び甲信越地方・北海道・九州地方を中心に店舗展開している。
ほとんどの店舗が国道沿いなどのロードサイド店舗であるが、モラージュ佐賀（佐賀県佐賀市）、フォリオ板倉ショッピングセンター（群馬県邑楽郡板倉町）のようにショッピングセンターのテナントとして出店しているものもある。
なお、旅行会社の三喜トラベルサービス（さんき-）とは無関係である。

## 歴史
- 1956年 - 柏市で婦人服地・洋品・呉服の小売店を開業する。
- 1965年 - 「有限会社三喜」を「株式会社三喜」に変更する。
- 1982年 - 拡大しつつあるヤングファッションに着目し、ヤング衣料部門の専門店チェーン化を図るため有限会社トゥエンティを設立する。
- 1987年5月 - 資産の効率化運用を図るため、サンキ不動産株式会社を設立。
  - 8月 - 物流機能拡大のため、茨城県筑波郡谷和原村（現・つくばみらい市）に谷和原配送センターを設立する。
- 1990年 - 売れ筋・死に筋の発見とアイテム別販売数の把握を目的として各店舗にPOSシステムの導入を開始する。
- 1992年7月 - 欠品防止と仕入れ発注業務の効率化を図るためEOS（商品コードを登録しておきスキャナーで読み取ることにより、商品を自動発注する「電子発注システム」）を導入する。
  - 8月 - 株式会社北関東三喜を設立し、渋川店、佐野店、熊谷店、伊勢崎店の4店舗で営業を開始する。
  - 11月 - 北関東三喜をグループ傘下にする。
- 1997年 - サンキ不動産株式会社を合併する。
- 1998年 - 株式会社北関東三喜と有限会社トゥエンティを100%子会社にする。
- 1999年 - 店舗エリア拡大にともない組織変更を実施し、DM（ディストリクトマネジャー）制度を導入する。
- 2001年4月 - 生活協同組合コープさっぽろと合弁会社「三喜協同衣料株式会社」を設立（持株比率:コープさっぽろ50%、三喜50%）。
- 2005年 - ネット販売店を開店する。
- 2005年 - 100%子会社である株式会社東北三喜を設立し、栃木県・群馬県・福島県内の計12店舗の運営を移行。
- 2008年 - 株式会社北海道三喜を設立。コープ衣料株式会社（2001年3月設立・持株比率:コープさっぽろ100%）33店舗と、前述の三喜協同衣料株式会社5店舗、合計38店舗の運営を移行。
- 2014年 - 経営破たんした沖縄県の地場衣料品チェーンマルエーの救済策として株式会社沖縄三喜マルエーを設立し、経営権を取得。